# Microsoft XNA
Pour les articles homonymes, voir XNA.
Microsoft XNA, officiellement XNA's Not Acronymed, parfois présenté dans les médias Xbox Next-Generation Architecture, désigne une série d'outils fournis gratuitement par Microsoft qui facilite les développements de jeux pour les plates-formes Windows, Zune, Windows Phone 7 et Xbox 360 en réunissant un maximum d'outils en provenance de Microsoft et de ses partenaires (DirectX, Visual Studio, PIX, XACT). 
Il contient principalement un framework, des outils d'intégrations de contenu et la documentation nécessaire. L'IDE utilisé, à télécharger séparément, est Visual Studio.
Avec XNA, Microsoft est le premier constructeur à ouvrir la porte au développement indépendant sur sa console Xbox 360. Les jeux produits sont distribués via le Xbox Live.
Il existe une implémentation Open source : MonoGame.
XNA a été abandonné depuis 2013, et il n'est pas compatible avec Windows Runtime, l'API utilisée pour le développement d'applications Modern UI et introduite avec Windows 8.

## Langage natif du XNA
L'IDE fourni avec le XNA est la version gratuite de l'IDE de Microsoft : Visual Studio Express (2008, 2010  ou 2012 suivant la version du kit de développement). 
Cet environnement permet de bénéficier de nombreuses techniques avancées en s'appuyant sur les bibliothèques  .NET intégrées.
Depuis la version 2.0 de XNA (version finale disponible depuis le 13 décembre 2007), il est possible de développer avec la plupart des versions de Visual Studio.
La version 4.0 est nettement consacrée au développement sous Windows Phone 7 mais laisse la possibilité de développer sur PC et Xbox 360.

## Langage de programmation
Le langage utilisé pour programmer avec XNA est le  C#.